# Joaquim Arcoverde de Albuquerque Cavalcanti
Joaquim Arcoverde de Albuquerque Cavalcanti, né le 17 janvier 1850 à Cimbres dans l'État du Pernambouc du Brésil et mort le 18 avril 1930 à Rio de Janeiro, est archevêque de São Sebastião do Rio de Janeiro de 1897 à sa mort et premier cardinal brésilien et d'Amérique latine.

## Biographie
Né dans une famille importante du Nordeste du Brésil, Joaquim Arcoverde de Albuquerque Cavalcanti part faire des études de philosophie, de théologie et de sciences naturelles à Rome puis à Paris. Il est ordonné prêtre le 4 avril 1874 à Rome. Il retourne à Olinda au Brésil comme recteur d'un séminaire nouvellement créé en 1876. Il exerce différentes fonctions au Brésil ou au Vatican.
Il est nommé évêque coadjuteur de São Salvador da Bahia par Léon XIII en 1888, mais il refuse cette nomination. Trois ans plus tard, en 1891, il accepte sa nomination au diocèse de Goiás. En 1892, il est évêque coadjuteur de São Paulo, évêque titulaire d'Argos (de) et en 1894, il devient évêque titulaire de São Paulo.
En 1897, il est promu à l'archevêché de São Sebastião do Rio de Janeiro, le plus important de l'Amérique latine.
Le pape Pie X le créé cardinal-prêtre avec le titre de Saints-Boniface-et-Alexis en 1905. Il est le premier cardinal d'Amérique latine et le second de l'hémisphère sud après l'australien Francis Patrick Moran.